# Аэд Финдлиат
А́эд Финдлиат (Аэд Финнлиат, Аэд мак Нейлл, Айд Финдлиах; ирл. Áed Findliath, Áed Finnliath, Áed mac Néill; умер 20 ноября 879, Дромискин) — король Айлеха (не позднее 855—879) и верховный король Ирландии (862/863—879).

## Биография

### Король Айлеха
Аэд был сыном главы Кенел Эогайн, правителя Айлеха и верховного короля Ирландии Ниалла Калле и его супруги Гормлайт. Своё прозвище — Финдлиат (или Финнлиат) — он получил уже посмертно, чтобы его можно было отличить от его полного тёзки Аэда Посвящённого. Существуют несколько предположений, какой смысл вкладывался средневековыми авторами в это прозвище. Высказываются мнения, что оно может переводиться или как «Седой», или как «Красивый воин».
Не позднее 855 года Аэд Финдлиат взошёл на престол Айлеха, став здесь преемником своего дяди Маэл Дуйна мак Аэды. В этом году ирландские анналы впервые упоминают имя Аэда, сообщая о его неудачном походе в Ульстер. Во время этого вторжения он потерпел от ульстерцев поражение в бою, в котором пало много айлехских воинов, включая и двух членов правящей династии. Свою первую военную победу Аэд одержал в 856 году, разбив у Гленн Фойхле (др.‑ирл. Glenn Foichle; современный Гленелли-Вэлли) войско норвежцо-гэлов и убив множество из них.
В 860 году правитель Айлеха восстал против верховного короля Ирландии Маэлсехнайлла мак Маэл Руанайда. Ирландские анналы называют зачинщиком мятежа союзника Аэда Финдлиата, правителя Северной Бреги (Наута) Фланна мак Конайнга, таким образом мстившего Маэлсехнайллу за казнь в 851 году своего брата Кинаэда. В ответ верховный король Ирландии собрал большое войско не только из воинов своего королевства Миде, но и из лейнстерцев, коннахтцев и мунстерцев, выступил вместе с королём Осрайге Кербаллом мак Дунлайнге к Арме и нанёс поражение мятежникам, когда Аэд и Фланн совершили ночное нападение на его лагерь. Несмотря на победу, Маэлсехнайллу мак Маэл Руанайду не удалось сломить сопротивление Аэда Финдлиата, который в 861 году заключил союз с вождями дублинских викингов Анлавом и Иваром и с их помощью разграбил Миде. Анналы сообщают о том, что в этом же году Маэлсехнайллу и Кербаллу удалось разбить норманнов при Драмомью (ирл. Dramomuy), но что уже в 862 году Аэд Финдлиат, викинги и Фланн мак Конайнг снова совершили совместный набег на Миде. Конец конфликту между правителями Айлеха и Миде положила только смерть Маэлсехнайлла.

### Верховный король Ирландии

Ирландия в середине IX — начале XI века

Маэлсехнайлл мак Маэл Руанайд скончался 27 или 30 ноября 862 года. Во «Фрагментарных анналах Ирландии» сообщается, что верховный король был убит, но не приводятся никаких подробностей этого события. После его смерти новым королём Тары стал Аэд Финдлиат. Составленное в XII веке «Пророчество Берхана» датирует начало правления Аэда как верховного короля Ирландии 863 годом. Эта же дата содержится и в созданной в X веке «Хронике королей Альбы». На основании этих данных историки предполагают, что при вступлении на престол Тары король Айлеха встретил сопротивление со стороны других ирландских правителей и ему, опираясь на помощь своих союзников-викингов, с оружием в руках пришлось отстаивать право на титул верховного короля. К этому времени союз между новым верховным королём и норманнами из Дублина уже был скреплён и родственными связями, так как известно, что супругой одного из их вождей викингов, Анлава, была дочь Аэда Финдлиата. Вероятно, для скорейшей легитимизации своей власти в глазах ирландцев сам Аэд в 863 году развёлся со своей первой женой, неизвестной по имени ульстерской принцессой, и вступил в брак с Ланд инген Дунлайнге, вдовой скончавшегося короля Маэлсехнайлла.
В этом же году Аэд Финдлиат совершил и свой первый поход в качестве верховного короля Ирландии, разорив земли Коннахта. Возможно, этот поход был вызван нежеланием правителя этого королевства признавать права Аэда на престол Тары.
В 864 году Аэд вступился за своего союзника и родственника, короля Северной Бреги Фланна мак Конайнга. Ещё в прошлом году владения того подверглись совместному нападению одного из двух новых правителей Миде, Лоркана мак Катайла, и викингов, возглавляемых Анлавом, Иваром и Аслом. Во время этого набега разорены были не только земли Бреги, но и впервые с начала вторжения норманнов разграблены богатые королевские погребения в Ньюгрейндже, Науте, Дауте и Дроэде. Эти действия противоречили интересам верховного короля: выступив защитником не только своего союзника, но и ирландских традиций посмертного почитания носителей королевской власти, Аэд Финдлиат повелел схватить и ослепить Лоркана. После этого изувеченный король был вынужден отречься от престола. Вероятно, дублинские викинги попытались воспользоваться ситуацией, чтобы расширить свои владения, так как в этом же году Анлав совершил поход в Миде, во время которого пленил, а затем казнил в Клонарде соправителя Лоркана, короля Конхобара мак Доннхаду. Эти события привели к приходу к власти в Миде более лояльного Аэду монарха, Доннхада мак Аэдакайн.
Чтобы добиться подчинения своей верховной власти и Ульстера, в 864 году Аэд Финдлиат вместе с Фланном мак Конайнгом совершил поход в это королевство и разгромил войско ульстерцев при Уриеле (в современном графстве Лаут).
866 год ознаменовался разрывом Аэда Финдлиата со своими долговременными союзниками — викингами. Анналы называют инициатором этого шага верховного короля его жену Ланд. Вероятно, разрыву отношений способствовало и отсутствие в Ирландии всех трёх вождей викингов, Анлава, Ивара и Асла, в это время воевавших в Шотландии и Стратклайде. В этом году Аэд совершил поход на северо-восток острова и разрушил все норманнские лонгфорты между Донеголом и Антримом, а затем разбил викингов в сражении у Лох-Фойла. Эта битва стала одной из крупнейших побед ирландцев над викингами с момента начала их вторжений на остров. В этом же году викинги потерпели и несколько других поражений, которые уже в 867 году заставили Анлава и Асла возвратиться в Ирландию.
Вскоре после этого по неизвестным причинам против Аэда восстал другой его союзник, король Северной Бреги (Наута) Фланн мак Конайнг. Он заключил союз с правителями Лейнстера и Дублина и в 868 году собрал большое войско. Однако в кровопролитной битве при Киллинире (вблизи современной Дроэды) Аэд Финдлиат вместе со своим новым союзником, коннахтским королём Конхобаром мак Тайдгом Мором, наголову разгромил войско мятежников. В этой битве, о которой как о важном событии сообщают почти все средневековые ирландские анналы, погибли король Фланн, а также множество викингов, включая и Карлуса, сына конунга Анлава. После сражения при Киллинире отношения между Аэдом Финдлиатом и дублинскими викингами ещё более обострились, и в 869 году Анлав совершил поход в Айлех и сжёг в день святого Патрика аббатство Арма, традиционно покровительствуемое правителями из Кенел Эогайн.
В это же время Аэд Финдлиат предпринял несколько попыток установить свою верховную власть над Лейнстером. Ирландские анналы сообщают о его успешном походе в это королевство в 870 году, во время которого он разорил бо́льшую часть лейнстерских земель от окрестностей Дублина до Гаурана. Союзником Аэда Финдлиата в этой войне выступил его шурин, король Осрайге Кербалл мак Дунлайнге, в сражении разбивший лейнстерского правителя Муйредаха мак Брайна. Ирландские предания также сообщают, что ещё до начала похода верховный король устроил пир для вождей дублинских викингов, во время которого те были убиты по его повелению. В 874 году Аэд снова вторгся с войском в Лейнстер и опустошил его вплоть до Киллаши, не пощадив ни королевской резиденции Домналл мак Муйрекайна в Нейсе, ни здешних церквей.
Несмотря на разрыв союзных отношений с дублинскими викингами, Аэд Финдлиат полностью не отказался от практики нанимать в своё войско норманнов и в 871 году с их помощью штурмовал неприступный до этого Дансеверикский замок, главную крепость ирландской части Дал Риады. Точно неизвестно, кому в это время принадлежал замок: шотландскому королю Константину I или одной из побочных ветвей дал-риадских правителей. Историки предполагают, что с этим походом, возможно, связано заключение третьего брака Аэда Финдлиата, который, разведясь с Ланд инген Дунлайнге, взял в жёны Маэл Муйре, дочь короля Кеннета I. Этот династический союз был единственным в истории достоверно установленным браком, заключённым верховными королями Ирландии с представительницами правящих династий Британии.
После гибели в 871 году в Шотландии Анлава и смерти в 873 году «короля людей севера всей Ирландии и Британии» Ивара, среди ирландских викингов начались междоусобия, продлившиеся несколько лет. В этой войне Аэд Финдлиат оказал поддержку Бардру, сыну Ивара и воспитателю одного из своих сыновей.
Ирландские анналы обвиняют Аэда Финдлиата в том, что тот в 871 году был инициатором убийства со-короля Ульстера Каталана мак Индрехтайга. Это было сделано с целью предотвратить назревавший в Ульстере мятеж против власти верховного короля Ирландии. В последние годы своего правления Аэд столкнулся и с другими проявлениями недовольства среди подчинённых ему правителей. Эти мятежные настроения были настолько сильны, что они не позволили Аэду в 873, 876 и 878 годах провести ежегодно собираемую в Тийльтиу королевскую ассамблею.
Аэд Финдлиат скончался 20 ноября 879 года в Дромискине и был похоронен в Арме. После его смерти титул верховного короля Ирландии получил его зять, правитель Миде Фланн Синна, а новым королём Айлеха и главой Кенел Эогайн стал двоюродный брат умершего монарха Мурхад мак Маэл Дуйн мак Аэда. В средневековых исторических источниках Аэд Финдлиат наделяется только титулом «король Тары», в то время как его предшественник Маэлсехнайлл мак Маэл Руанайд назван в них «королём всей Ирландии». Это свидетельствует о том, что современники Аэда считали его более слабым монархом чем тот, кому он наследовал на престоле верховного короля. Однако более поздние исторические источники описывают Аэда как благочестивого человека и деятельного правителя.

### Семья
Аэд Финдлиат был женат три раза.
Первой супругой Аэда была неизвестная по имени ульстерская принцесса, с которой он развёлся в 863 году. В этом браке родились две дочери: неизвестная по имени, ставшая не позднее 862 года супругой конунга викингов Анлава, и Эйтне (умерла в 917), последовательно выходившая замуж за лейнстерского правителя Маэл Киарайна мак Ронайна (около 869), короля Миде Фланна Синну (около 877; разведена) и короля Северной Бреги (Наута) Фланнакана мак Келлайга.
Второй женой Аэда Финдлиата в 863 году стала Ланд (умерла в 890), дочь короля Осрайге Дунлайнга мак Фергайле, с которой он впоследствии также развёлся. О том, кто были детьми Аэда и Ланд, точно неизвестно.
Третьим браком Аэда стал династический союз с Маэл Муйре (умерла в 913), дочерью короля Шотландии Кеннета I. Сыном от этого брака был Ниалл Глундуб (погиб 14 сентября или 17 октября 919) — король Айлеха (896—919) и верховный король Ирландии (916—919).
О том, кто была матерью Домналла (умер в 915), короля Айлеха в 887—915 годах, точно не известно. Некоторые историки идентифицируют этого сына Аэда Финдлиата с королём Стратклайда Дональдом II. На основании этого мнения делается предположение, что его матерью могла быть Маэл Муйре. Однако имеются также предположения о принадлежности Дональда II к Макальпинам.
Также у Аэда Финдлиата были ещё два сына, имена матерей которых точно не установлены: Маэл Дуйн (умер в 867), который управлял Айлехом от имени своего отца, и Маэл Дуб, почитавшийся в Ирландии как святой.

## Комментарии
1. ↑  В трудах историков, работавших до начала XX века, в отношении Аэда мак Нейлла использовались также англоязычные формы его имени — Аэд (англ. Aedh) и Хью (англ. Hugh). В зависимости от того, на каких списках верховных королей эти авторы основывали свои работы, они считали его шестым (Аэд VI) или седьмым (Хью VII) монархом Ирландии. Сейчас подобное титулование считается устаревшим.
2. ↑  Первого из них современные историки иногда отождествляют с Олавом Белым, ещё одним конунгом данов, который в исландских сагах упоминается как король Дублина, второго — с Иваром Бескостным.
3. ↑  Для Ланд это бул уже третий брак. Первым её супругом был правитель лейнстерского королевства Лойгис Гаетин, от которого Ланд имела сына Кеннетига. В браке с Маэлсехнайллом мак Маэл Руанайдом она родила трёх сыновей, включая будущего верховного короля Ирландии Фланна Синну, и двух дочерей[17].